# Brennpunkt (Museum)

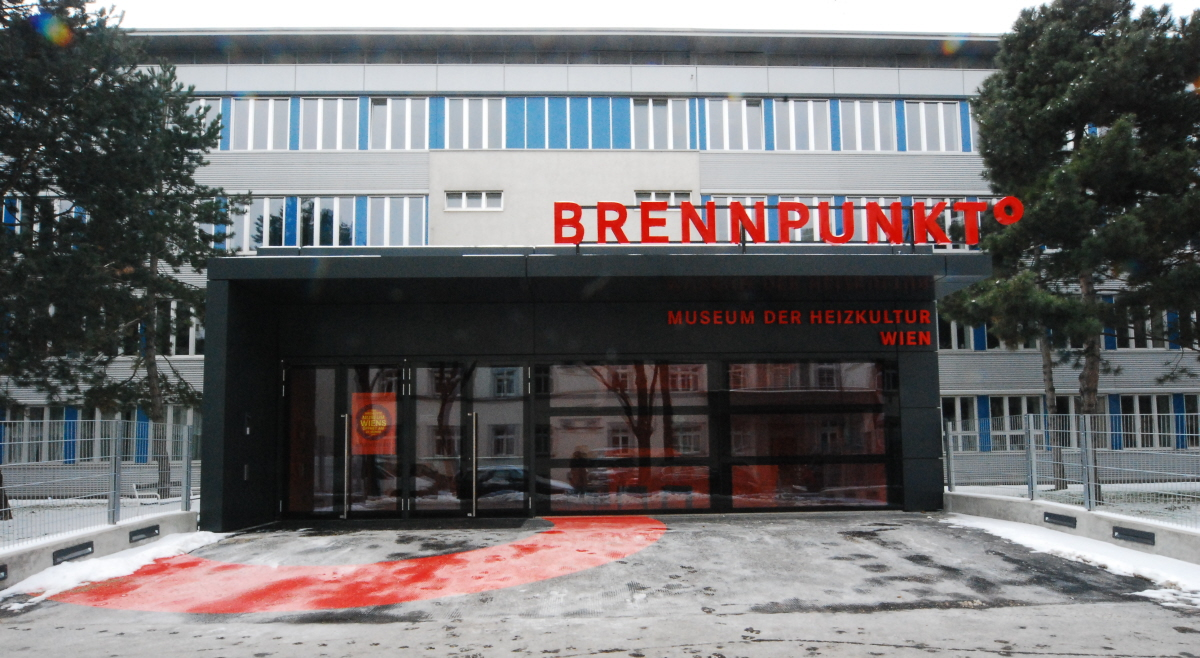
Brennpunkt - Heizungsmuseum

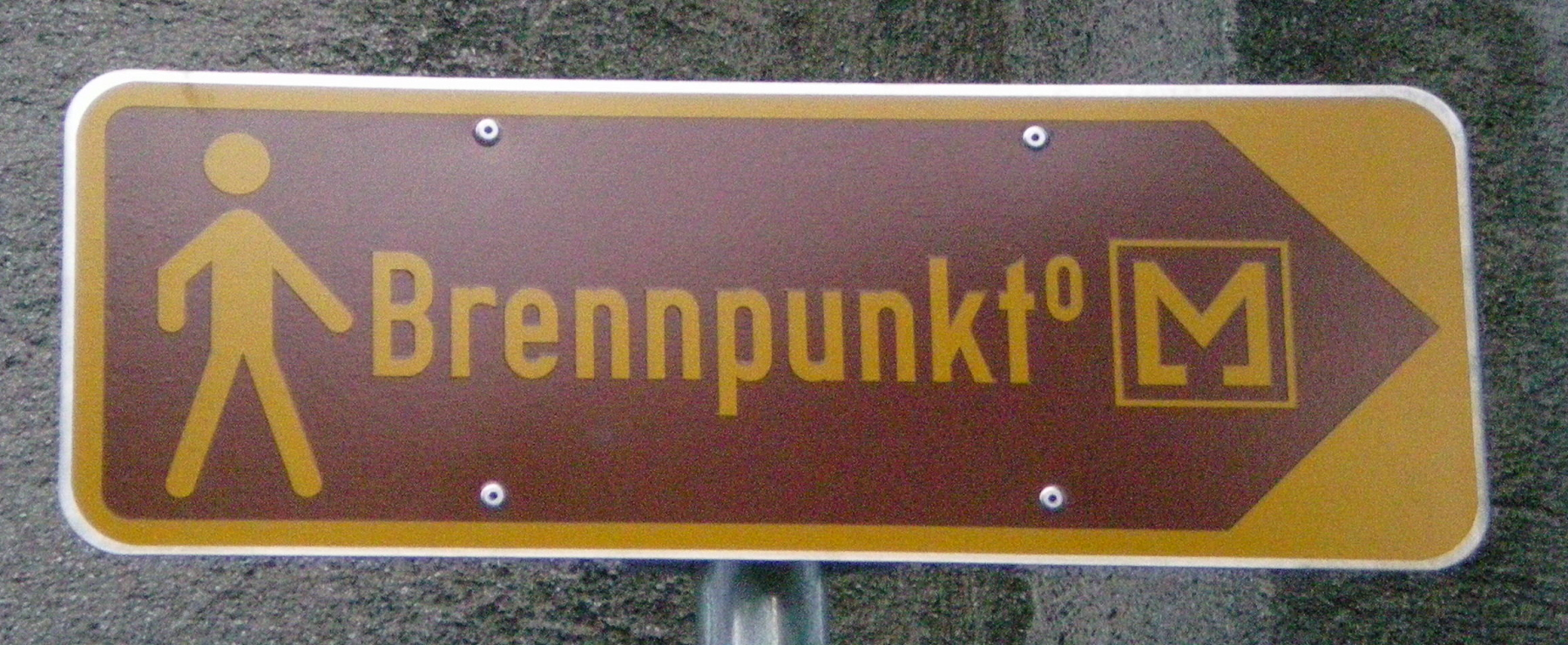
Wegweiser zum Museum Brennpunkt

Brennpunkt° - Museum der Heizkultur Wien ist ein Museum im 12. Wiener Gemeindebezirk Meidling. Es befindet sich im Gebäude der Hans-Mandl-Berufsschule in der Malfattigasse 4.
Die Sammlung wurde 1985 unter dem Namen Heizungsmuseum der Stadt Wien auf Initiative von Walter Beer und Mitarbeitern der Magistratsabteilung 32 gegründet und befand sich bis 2009 in der Längenfeldgasse 13–15. Nach einer Umgestaltung und Modernisierung wurde ein neuer Zugang in der Malfattigasse geschaffen.
Es handelt sich um ein weltweit einzigartiges Museum zu dem speziellen Sammelgebiet des Heizungswesens. Zu sehen sind wertvolle alte Öfen (vom Biedermeierofen 1825 bis zu Kachelöfen der Jahrhundertwende), Gasheizgeräte (Jugendstil), Petroleum- und Badeöfen, Waschküchen- und Küchenherde, Kesselanlagen, Kühlmaschinen, Großkücheneinrichtungen, Dampfheizungen für Schulen und Gärtnereien, ein Brotbackofen sowie  kunsthandwerklich gestaltete Heizkörper. Weitere Themenbereiche umfassen die Energieentwicklung Wiens, die Beheizung der Wiener U-Bahn-Stationen und die Zukunft der Energieversorgung der Stadt. Für Kinder wurden interaktive Spielstationen zum Thema Wärmeenergie eingerichtet.
Koordinaten: 48° 10′ 58,4″ N, 16° 20′ 21,7″ O